# Agama impalearis
Agama impalearis är en ödleart som beskrevs av Oskar Boettger 1874. Agama impalearis ingår i släktet Agama och familjen agamer. Inga underarter finns listade i Catalogue of Life.
Arten förekommer i nordvästra Afrika i Marocko, Algeriet, Västsahara och kanske Mauretanien. Honor lägger ägg.